# Juan Esteban Montero
Juan Esteban Montero Rodríguez (Santiago, 12 de fevereiro de 1879 - 25 de Fevereiro de 1948) foi um advogado e político chileno. Foi Presidente do Chile entre 1931 e 1932.

## Breve histórico
Filho de Benjamín e de Eugenia, pertencia a famílias tradicionais do Chile. Fez sua educação básica em um colégio público e posteriormente ingressou no Colégio São Inácio (San Ignácio). Formou-se em Direito na Universidade do Chile em 1901, e nesta mesma instituição passou a dar aulas de Direito Civil e Direito Romano.
Militante do Partido Radical, Montero soube combinar perfeitamente a sua profissão com a sua visão política. Em 1920, Montero fez uma grande defesa, frente a um Conselho de Guerra, do general Guillermo Armstrong, acusado, junto a outros oficiais das Forças Armadas, de participarem de uma conspiração.
Cinco anos depois, o presidente Arturo Alessandri, nomeou-o para integrar a Comissão Consultiva que estudaria a convocação e a organização de uma Assembleia Constituinte para reformar a Constituição. Esta comissão, analisou o projeto do governo que foi a plebiscito e, posteriormente, se transformou na nova Carta Magna de 1925.

## Ministro do Interior
Em 1931, o Chile enfrentava uma situação de instabilidade política. Foi então, que o Presidente Carlos Ibáñez formou um ministério que desse garantias a todos os setores da sociedade. Que ficou conhecido como “ministério da salvação nacional”. Entre seus integrantes estava Juan Esteban Montero como ministro do Interior, que em uma conferência de imprensa anunciou  que ia “restabelecer a liberdade de imprensa e o regime constitucional” e que iria lutar pelo “retorno dos deportados”
O anúncio das tais medidas teve o apoio de vários setores. Mesmo assim, as manifestações sociais se agravaram. Ante a um clima de profunda agitação social, em 26 de julho, Ibáñez optou pela renúncia.

## Governo de transição
Com a renúncia de Ibáñez, o presidente do Senado, Pedro Opaso, assumiu o comando do governo como Vice-Presidente da República, que logo reformulou o ministério tendo como Presidente deste Juan Esteban Montero. Mais tarde Opaso renunciou à Vice-Presidência e entregou o comando da nação a Montero no dia 27 de Julho.
E assim Juan Esteban Montero assumiu o comando do país como Vice-Presidente, diante de grande expectativa por parte da população chilena, que viu em Montero o regresso da normalidade jurídica e o começo das soluções para a grave crise econômica. Montero reforçou esta ideia, declarando que o novo governo se sujeitaria a constituição.
Foi um governo essencialmente transitório já que, o Congresso Nacional, decidiu realizar novas eleições, tendo em vista que o Presidente Ibáñes deixou o exercício do cargo e o país sem a autorização constitucional correspondente.

## Eleição
Com grande apoio de entidades políticas e sociais, mesmo não tendo a intenção de se candidatar, o Vice-Presidente Montero, vendo um grande apoio popular a sua candidatura, aceita participar das eleições.
Renunciou o cargo de Vice-Presidente para ser candidato no dia 19 de Agosto, entregando o comando do Chile ao ministro Manuel Trucco.

## Presidente eleito
Em 4 de outubro de 1931, como era de se esperar, Juan Esteban Montero Rodríguez ganha por grande maioria do votos cerca de 60%. Reassumiu o cargo de Vice-Presidente até o dia 4 de dezembro quando foi definitivamente empossado como Presidente do Chile no Congresso Nacional.